# سباق الزمن تحت 23 سنة في بطولة العالم لسباق الدراجات على الطريق 2017
سباق الزمن تحت 23 سنة في بطولة العالم لسباق الدراجات على الطريق 2017 (بالفرنسية: Contre-la-montre masculin des moins de 23 ans aux championnats du monde de cyclisme sur route 2017)‏ هو سباق دراجات هوائية، وهو الموسم رقم 22 من السباق، وأقيم في 18 سبتمبر 2017، وامتدّ لمسافة 37.2 كيلومتر، وهو أحد سباقات بطولة العالم لسباق الدراجات على الطريق 2017، وقد شارك في السباق 57 متسابقاً.
فاز فيه بالمركز الأول ميكيل بيرج، وبالمركز الثاني براندون ماكنولتي، وبالمركز الثالث Corentin Ermenault ‏.

## التصنيف العام النهائي
| التصنيف العام | التصنيف العام       | التصنيف العام    | التصنيف العام       | التصنيف العام |        |
| الدراج        | الدراج              | البلد            | الفريق              | الوقت         | السرعة |
| ------------- | ------------------- | ---------------- | ------------------- | ------------- | ------ |
| 1.            | ميكيل بيرج          | الدنمارك         | Giant-Castelli      | 47 د 06 ث     |        |
| 2.            | براندون ماكنولتي    | الولايات المتحدة |                     |               |        |
| 3.            | Corentin Ermenault ‏ | فرنسا            | Wiggins             | + 1 د 17 ث    |        |
| 4.            | Tom Wirtgen ‏        | لوكسمبورغ        | Leopard             | + 1 د 18 ث    |        |
| 5.            | كالوم سكوتسون       | أستراليا         | BMC Development     | + 1 د 21 ث    |        |
| 6.            | Senne Leysen ‏       | بلجيكا           | Lotto-Soudal U23    | + 1 د 22 ث    |        |
| 7.            | كاسبر أصغرين        | الدنمارك         | Virtu Cycling       | + 1 د 31 ث    |        |
| 8.            | Edoardo Affini ‏     | إيطاليا          | SEG Racing Academy  | + 1 د 35 ث    |        |
| 9.            | نيلسون بوولس        | الولايات المتحدة | Axeon-Hagens Berman | + 1 د 37 ث    |        |
| 10.           | سكوت ديفيز          | المملكة المتحدة  | Wiggins             | + 1 د 43 ث    |        |

## وصلات خارجية
- سباق الزمن تحت 23 سنة في بطولة العالم لسباق الدراجات على الطريق 2017 على موقع إحصائيات الدراجات الإحترافية (الإنجليزية)